# Fendall Hall
Fendall Hall, también conocido como Casa Young-Dent es una histórica casa museo en estilo italianizante ubicada en Eufaula, Alabama, Estados Unidos.

## Historia
La estructura de madera de dos pisos, con una planta simétrica tipo villa y una cúpula de coronación, fue construida entre 1856 y 1860 por Edward Brown Young y su esposa, Ann Fendall Beall. Permaneció en la familia Young durante cinco generaciones, pasando a la hija de los constructores, Anna Beall Young, y su esposo, Stouten Hubert Dent en 1879. Fue agregado al Registro Nacional de Lugares Históricos el 28 de julio de 1970. La Comisión Histórica de Alabama lo adquirió en 1973 y lo restauró a una apariencia apropiada para un período de tiempo que abarca 1880-1916.
Edward Brown Young, originario de Nueva York, se casó con Ann Fendall Beall de Warren, Georgia. La pareja se mudó a Eufaula en 1837, donde se dedicó a actividades bancarias y empresariales. A Young se le atribuye el patrocinio del cambio del nombre de la ciudad de Irwinton a su nombre original en muskogui, Eufaula.